# Moralfundamentsteorin

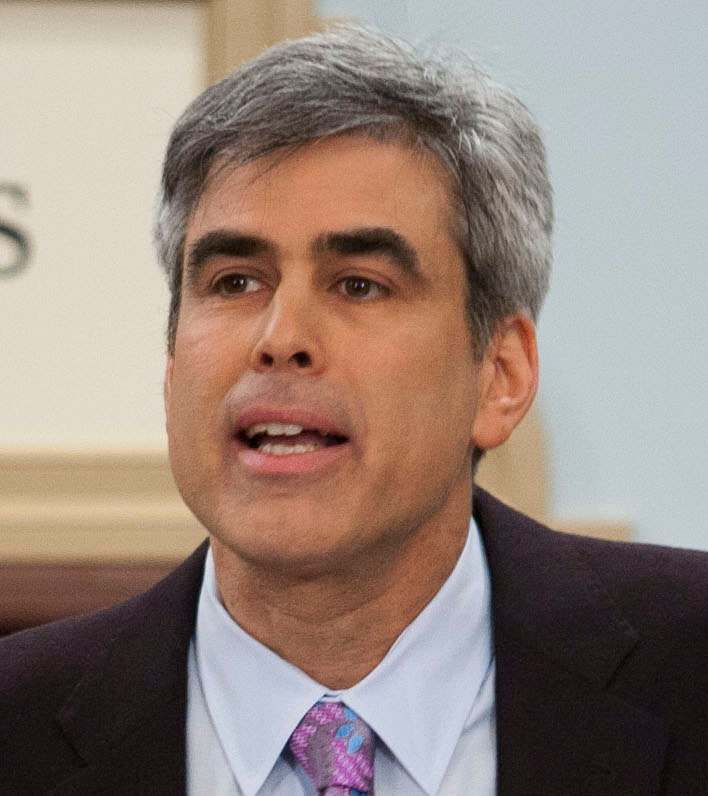
Den amerikanske socialpsykologen Jonathan Haidt (född 1963) är en av upphovsmännen till moralfundamentsteorin.

Moralfundamentsteorin (engelska: Moral Foundations Theory) är en socialpsykologisk teori som förklarar ursprunget till och variationen i mänskliga moraliska resonemang baserat på medfödda, modulära fundament. Den ursprungliga teorin innehöll fem sådana fundament: (a) omtanke/tillfogande av skada, (b) rättfärdighet/bedrägeri, (c) lojalitet/svek, (d) auktoritet/omstörtning och (e) helighet/degradering. Teorins upphovsmän betonade emellertid möjligheten av att inkludera ytterligare fundament. Teorin utvecklades ursprungligen av psykologerna Jonathan Haidt, Jesse Graham och Craig Joseph och de byggde därvid på forskning av kulturantropologen Richard Shweder. Därefter har teorin vidareutvecklats och använts av andra forskare och har populariserats i Haidts bok The righteous mind, i vilken han också presenterade ett sjätte moraliskt fundament: frihet/förtryck.
Även om moralfundamentsteorin ursprungligen användes för att analysera skillnader i moraliskt tänkande mellan kulturer har teorin fortsättningsvis kommit till stor användning för att analysera politisk ideologi. Olika forskare har lanserat moralfundamentsteorin som en förklaring till skillnader mellan å ena sidan politiskt progressiva (det vill säga socialliberaler och socialister) och å andra sidan konservativa och menar att den kan förklara variationen i åsikter i politiskt laddade frågor. Progressiva tenderar att fästa störst vikt vid de moraliska fundamenten omtanke och rättfärdighet, medan konservativa tenderar att lägga lika mycket vikt vid alla fundamenten. Det innebär att konservativa förstår progressivas moraliska fundament, medan progressiva kan vara helt oförstående inför hur konservativa resonerar. Moraliskt baserade konservativa uttalanden eller beteenden kan därför uppfattas som om de vore grundade i något annat – i bästa fall självintresse, i värsta fall ondska. Moralfundamentsteorin erbjuder således en modell för att förstå uppkomsten av ideologisk polarisering inom politiken.

## Ursprung
Moralfundamentsteorin började som en reaktion mot den med Lawrence Kohlberg och Jean Piaget förknippade utvecklingsrationella moralteorin. Baserat på Piagets forskning argumenterade Kohlberg för att barns moraliska tänkande förändrades över tid och presenterade en förklaring med sina sex stadier av moralisk utveckling. Kohlberg betonade rättvisa som nyckelkonceptet i moraliska resonemang, sett som en primärt kognitiv aktivitet och hans forskning kom att utgöra det dominerande synsättet inom moralpsykologi samt påverkade starkt senare forskning. Haidt skriver att han uppfattade Kohlbergs teorier som otillfredsställande ända sedan han första gången kom i kontakt med dem i graduate school (motsvarande avancerad nivå i svensk högskoleutbildning) eftersom de ”verkade alltför cerebrala” (ungefär inriktade på hjärnan, alltför rationella) och inte tog hänsyn till känsla.
Som kontrast till de dominerande teorierna om moral i psykologin utvecklade antropologen Richard Shweder en uppsättning av teorier som betonade den kulturella variationen i moraliska ställningstaganden, men hävdade att olika kulturella former av moral baserades på ”tre distinkta men sammanhängande kluster av moraliska angelägenheter”, som han betecknade som etiken hos autonomi, gemenskap och gudomlighet. Shweders tillvägagångssätt inspirerade Haidt att börja utforska skillnader i moral mellan kulturer, vilket inbegrep fältarbete i Brasilien och Philadelphia. Detta arbete ledde till att Haidt började utveckla sin socialintuitionistiska inställning till moral. Denna inställning (som stod i skarp kontrast till Kohlbergs rationalistiska arbete) gav vid handen att ”moraliska ställningstaganden beror på snabba moraliska intuitioner”, medan moraliska resonemang bara tjänar som efterhandsrationaliseringar av redan gjorda ställningstaganden. Haidts forskning och hans fokus på snabba, intuitiva, känslomässiga ställningstaganden blev mycket inflytelserik och åtnjuter en bestående uppmärksamhet från en rad av forskare.
När Haidt och hans kolleger arbetade inom den socialintuitionistiska inriktningen började de ägna uppmärksamhet åt källorna till de intuitioner som de trodde utgjorde underlag för moraliska ställningstaganden. I en artikel publicerad 2004 i tidskriften Daedalus kartlade Haidt and Craig Joseph forskning om rötterna till moral, bland annat forskningsbidrag av Donald Brown, Alan Fiske, Shalom Schwartz och Richard Shweder. På grundval av denna forskningsöversikt menar de att alla individer förfogar över fyra intuitiva etiska principer (”intuitive ethics”), stammande från människans utvecklingsprocess som svar på utmaningar i form av anpassning. De betecknade dessa fyra etiska principer som lidande, hierarki, ömsesidighet och respekt. Enligt Haidt och Joseph utgjorde var och en av dessa etiska principer en modul, vars utveckling påverkades av kultur.  De skrev att varje modul kunde ”ge upphov till föga mer än ett flammande känslointryck vid möte med vissa mönster i den sociala sfären”, medan en kulturell lärandeprocess präglade varje individs svar på dessa känslointryck. Moral skiljer sig åt eftersom olika kulturer på olika sätt utnyttjar de fyra ”byggstenarna” som modulerna tillhandahåller. Det var i denna artikel som moralfundamentsteorin presenterades första gången. Därefter har Haidt, Joseph och andra utvecklat teorin.
Två viktiga forskningsbidrag där teorin har använts för att förklara skillnader i ideologisk hemvist är ”Moral foundations theory: The pragmatic validity of moral pluralism” och ”Mapping the moral domain”.
Den förstnämnda artikeln är den text där Haidt och Graham beskriver sin forskning. De beskriver den som att på antropologiskt sätt iaktta utvecklingen av moral och att identifiera gemensamma drag mellan varje variation. I den senare artikeln beskriver och försvarar Haidt och Graham sin metod, kallad Moral Foundations Questionnaire. Moral Foundations Questionnaire är ett frågeformulär som består av trettio frågor (eller i en variant bara tjugo frågor). Genom att låta fler än 11 000 personer av alla åldrar och politiska övertygelser fylla i detta formulär kunde de verifiera sin hypotes.

## De sex fundamenten
De ursprungliga fundamenten i moralfundamentsteorin är:
- Vård eller omsorg: vårdande och skyddande av andra; motsats till skadande.
- Rättvisa eller proportionalitet: upprätthållandet av rättvisa enligt gemensamma regler; motsatsen till fusk.
- Lojalitet eller ingrupp (gruppidentifikation): att stå för sin grupp, familj eller nation; motsatsen till svek.
- Auktoritet eller respekt: att underställa sig tradition och legitim auktoritet; motsatsen till subversiv/omstörtande.
- Helighet eller renhet: avsky/aversion för äckliga saker och handlingar; motsatsen till degradering/förnedring.

I The righteous mind introducerar Haidt ett sjätte fundament: 
- Frihet, värdering av personlig autonomi och ovilja inför restriktioner av personlig frihet; motsatsen till förtryck.[13]

## Tillämpningar

### Politisk ideologi

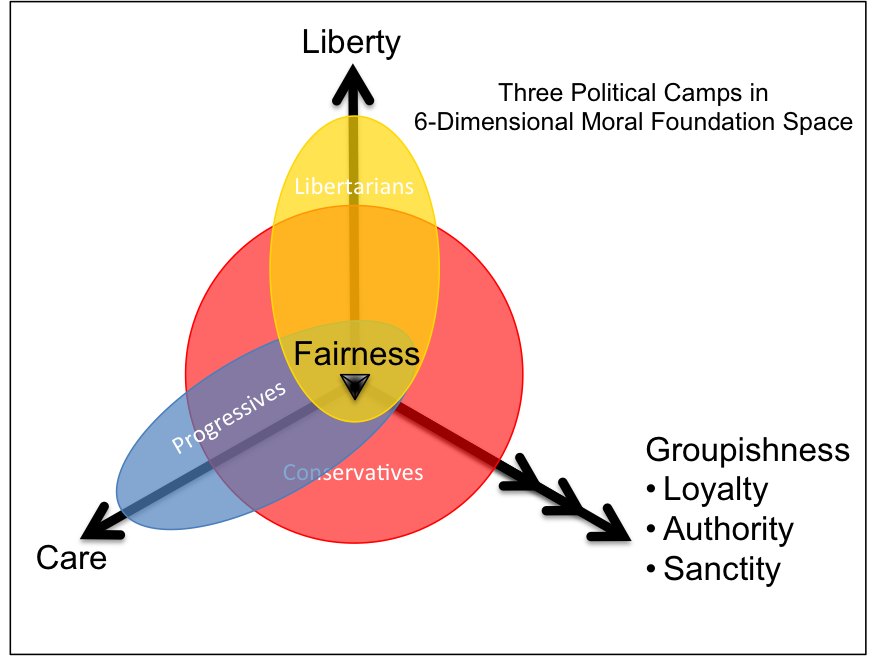
Illustrationen är ett försök av Stephen Cobb att visa hur progressiva, libertarianer och konservativa förhåller sig till varandra och till de moraliska fundamenten. De sex moraliska fundamenten är rättfärdighet (”fairness”), frihet (”liberty”), omtanke (”care”), lojalitet (”loyalty”), auktoritet (”authority”) och helighet (”sanctity”), varav de tre sistnämnda främjar samhörighet inom gruppen (”groupishess”). Illustrationen visar hur alla de tre politiska grupperingarna tar fasta på rättfärdighet, medan progressiva lägger särskild tyngd vid omtanke och libertarianer vid frihet. Konservativa är ensamma om att bejaka de tre gruppfrämjande fundamenten, men den konservativa cirkelns omfattning i figuren visar hur konservativa även i viss mån delar de progressivas och libertarianernas bekännelse till omtanke respektive frihet.

Människors bekännelse till de moraliska fundamenten korrelerar med deras politiska ideologier. Genom att använda Moral Foundations Questionnaire kunde Haidt och Graham konstatera att progressiva bekänner sig till fundamenten omtanke och rättfärdighet, medan konservativa tillämpar varje moraliskt fundament ungefär lika mycket. Vidare undersökningar visar att libertarianer bekänner sig särskilt till fundamentet frihet.
Forskare antar i enlighet med evolutionspsykologin att de sex moraliska fundamenten uppstod som lösningar till problem som var vanliga i jägar- och samlarsamhällena – särskilt vad gäller konflikter mellan eller inom stammar. De tre fundament som är unika för konservativa (lojalitet, auktoritet och helighet) svetsar grupper samman så att de är starkare i konkurrensen med andra grupper, medan de andra tre fundamenten (omtanke, rättfärdighet och frihet) balanserar dessa tendenser genom omsorg av individer inom gruppen. Med anledning av den lägre graden av bekännelse till de grupprelaterade moraliska fundamenten brukar progressiva förespråka en mer universell moral.
Fundamenten lojalitet, auktoritet och helighet fokuserar på den sociala verkligheten. Haidt kallar dem ”bindande” fundament, eftersom de samlar människor i sociala grupper och skapar samhörighet. Exempelvis blir ingen individ skadad om en flagga används för att torka golvet med, men detta agerande innebär en symbolisk missaktning för det moraliska värdet av patriotisk lojalitet.
I en recension av The righteous mind skriver William Saletan: ”Du är smart. Du är progressiv. Du är välinformerad. Du tycker att konservativa är trångsynta. Du kan inte förstå varför amerikanska arbetare röstar republikanskt. Du tänker att de blir lurade. Du har fel. [...] I The righteous mind försöker Haidt berika progressivismen, och den politiska diskursen generellt, med en djupare medvetenhet om den mänskliga naturen.” I en annan recension skriver Nicholas Kristof: ”Konservativa kanske inte gillar progressiva, men de verkar förstå dem. I motsats därtill anser många progressiva att konservativa väljare inte bara har fel utan att de också är förbryllande.”
Haidt tillämpar i The righteous mind begreppet WEIRD (”Western, educated, industrialized, rich and democratic”) för att beskriva västerländska samhällen och särskilt den utbildade övre medelklassen i dessa samhällen. WEIRD-människor avviker i sina värderingar från den stora majoriteten som har värderingar baserade på en större uppsättning av moraliska fundament. Haidt menar att om man växer upp i ett WEIRD-samhälle blir man så präglad av autonomins etik att man kan upptäcka förtryck och ojämlikhet även där de förmenta offren inte själva ser något fel med det. WEIRD-värderingar är individualistiska och tar inte hänsyn till relationer och samhörighet mellan människor. Haidt varnar för en moralisk ordning enligt vilken det bara finns en rätt väg att gå. Haidt betonar i boken hur viktiga aspekterna helighet, lojalitet och auktoritet är för ett mänskligt samhälles överlevnad. Det som progressiva identifierar som förtryckande strukturer är i själva verket själva förutsättningen för mänsklig utveckling. Frånvaron av dessa tre moraliska dimensioner leder enligt Haidt till upplösning av mänskliga samhällen.

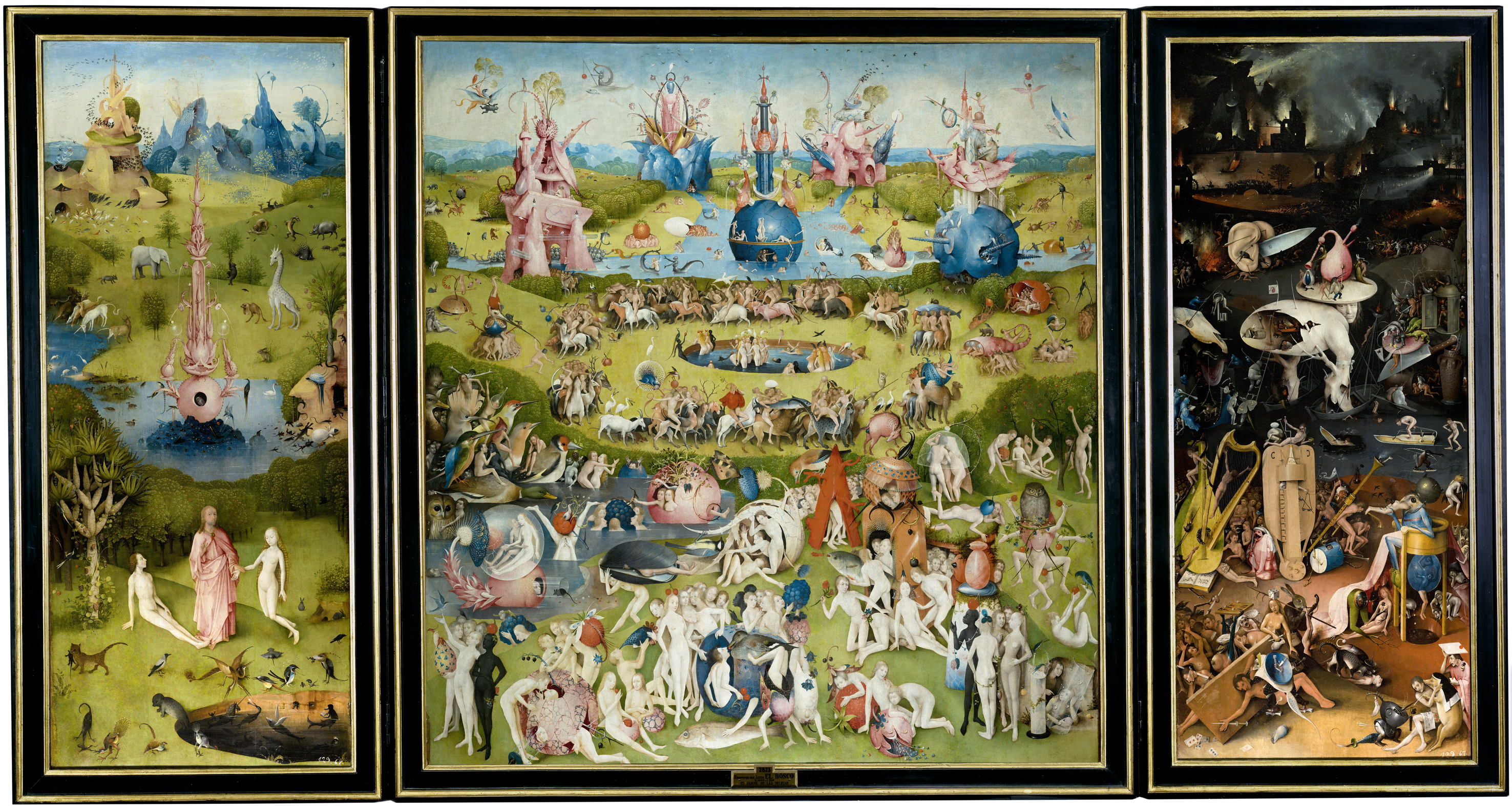
I ett TED Talk inför en publik med en överväldigande majoritet av progressiva sade Jonathan Haidt: ”Nu kanske ni säger, OK, det finns de där skillnaderna mellan progressiva och konservativa, men vad gör de där tre andra fundamenten moraliska? Är det inte bara grundvalarna för främlingsfientlighet, auktoritarianism och puritanism? Vad gör dem moraliska? Svaret, tror jag, finns i denna fantastiska triptyk av Hieronymus Bosch, ”Lustarnas trädgård”. På den första panelen ser vi tidpunkten för skapelsen. Allt är ordningsamt, allt är vackert, alla människor och djur gör vad det är tänkt att de ska göra, där det är meningen att de ska vara. Men sedan, eftersom världen är som den är, förändras saker och ting. Vi har plötsligt varje person som gör vadhelst han vill, med varje öppning hos varje annan person och varje annat djur. En del av er kanske känner igen detta som 60-talet. Men 60-talet avlöses oundvikligen av 70-talet, där sprickorna i öppningarna smärtar lite mer. Detta kallade Bosch förstås helvetet. Så denna triptyk, dessa tre paneler, gestaltar den tidlösa sanningen att ordning tenderar att förfalla. Den sociala entropins sanning.”

### Ideologisk polarisering
Jonathan Haidt menar att de olika uppsättningarna av moraliska fundament har ett väsentligt inflytande på politiska diskurser och relationer och att de förklarar många djupa och hätska politiska motsättningar samt politisk polarisering. En del argumentation av typen halmdocka i samhällsdebatten kan sålunda hänföras till denna oförståelse för konservativa ståndpunkter. Eftersom vissa politiska företrädare till en viss grad är blinda för ett eller flera av motståndarens moraliska fundament kan de uppfatta moraliskt baserade uttalanden eller beteenden som om de vore grundade i något annat – i bästa fall självintresse, i värsta fall ondska – och därför demonisera varandra.
I en recension av The righteous mind resonerar Jeffrey Mirus över hur skillnaderna mellan progressiva och konservativa leder till polarisering: ”Jag skulle vidare vilja spekulera i att dessa skillnader har något att göra med vilken världssyn som är dominerande inom vår kultur. De som konstant har blivit lärda och psykologiskt uppmuntrade att tro att deras synsätt är socialt accepterade tenderar undantagslöst att drabbas av tunnelseende och moraliskt lättsinne. Det faktum att de dominerar besparar dem problemet med att fundera på djupet och ta sina kritiker på allvar. De som däremot har blivit lärda, och konstant psykologiskt påverkade, att tro att de på något sätt utgör en förkastlig minoritet jämfört med ’dem som betyder något’, har helt enkelt inget annat val än att ta motståndaren på allvar och bemöta den på dess egen arena.”
Haidt har engagerat sig i åtskilliga projekt för att försöka överbrygga den politiska klyftan och reducera den politiska polariseringen i USA. År 2007 grundade han webbplatsen CivilPolitics.org (en portal för forskning om hövlighet inom politiken) och han är rådgivare till Better Angels (en grupp med representanter för Democratic Party och Republican Party som arbetar för att minska politisk polarisering). Han är också engagerad i The Asteroids Club, som även den försöker motverka polarisering genom att uppmuntra politiska motståndare till att försöka förstå de hot som motståndaren identifierar (varvid asteroid används som metafor för hot). Organisationens motto är: ”Jag hjälper dig att avleda din asteroid om du hjälper mig att avleda min.”
Tre av hans fyra TED Talks handlar om att förstå och reducera politisk splittring. I ett TED Talk i december 2012 talade han om hur gemensamma hot kan skapa en gemensam grund att stå på. Därvid introducerade han en uppsättning av idéer om hur man kan använda moralpsykologi för att främja samarbete mellan politiska motståndare. Detta föredrag kom att tjäna som underlag till en partiöverbryggande grupp med forskare om fattigdom, som Haidt hjälpte till att sammankalla, i regi av American Enterprise Institute och Brookings Institution. År 2015 publicerade arbetsgruppen en rapport.

### Skillnader mellan kulturer
Haidts inledande fältarbeten i Brasilien och Philadelphia 1989 och i Odisha i Indien 1993 visar att moraliskt tänkande faktiskt varierar mellan kulturer, dock i lägre grad än mellan åldersgrupper och samhällsklasser (definierat som till exempel utbildningsnivå). Brasilianska arbetarbarn ansåg i större utsträckning att brott mot tabun och tillfogande av skada var universellt moraliskt fel. Medlemmar av traditionella, kollektivistiska samhällen, såsom politiskt konservativa, reagerar starkare mot brott mot de samhällsrelaterade moraliska fundamenten. Vuxna medlemmar av demokratiska, industrialiserade, rika och välutbildade västerländska samhällen (WEIRD-samhällen) är de mest individualistiska och har högst benägenhet att göra skillnad mellan skadetillfogande moraliska överträdelser och brott mot konventionen.
När moralfundamentsteorin har använts för undersökningar i andra kulturer har man funnit i stort sett likadana korrelationer mellan moral och politisk hemvist som i USA. I Korea och Sverige var mönstren desamma, med varierande magnituder.

## Fotnoter